# 547-ма фольксгренадерська дивізія (Третій Рейх)
547-ма фольксгренадерська дивізія (Третій Рейх) (нім. 547. Volksgrenadier-Division) — піхотна дивізія народного ополчення (фольксгренадери), що входила до складу німецьких сухопутних військ у роки Другої світової війни.

## Історія з'єднання
547-ма фольксгренадерська дивізія була створена 9 жовтня 1944 року шляхом перейменування 547-ї гренадерської дивізії у ході 32-ї хвилі мобілізації. У цей час дивізія перебувала на території Литви. У лютому 1945 року дивізію знищили радянські війська у Східній Пруссії поблизу Цинтена, а її залишки передано до складу 170-ї піхотної дивізії.
У березні 1945 року була створена знову в Західній Пруссії, де увійшла до складу XXXXVI танкового корпусу. Після цього дивізію направили на одерський фронт, у район міста Шведт-на-Одері, де у квітні її майже повністю знищили радянські війська, що наступали на цьому відтинку фронту. У травні залишки 547-ї фольксгренадерської дивізії здалися в полон американським військам у районі Шверіна.

## Райони бойових дій
- Німеччина (жовтень 1944 — травень 1945)

## Командування

### Командири
- генерал-майор резерву, доктор Ернст Майнерс (нім. Ernst Meiners) (9 жовтня 1944 — лютий 1945)
- СС-штандартенфюрер Ганс Кемпін (лютий — 1 квітня 1945)
- генерал-майор Еріх Фронгофер (нім. Erich Fronhöfer) (1 квітня — травень 1945)

### Підпорядкованість
| Час      | Корпус    | Армія | Група армій (округ)  | Штаб            |
| -------- | --------- | ----- | -------------------- | --------------- |
| 1944     |           |       |                      |                 |
| жовтень  | XXVII ак  | 4 А   | Група армій «Центр»  | Калварія        |
| листопад | XXXIX тк  | 4 А   | Група армій «Центр»  | Східна Пруссія  |
| грудень  | LV ак     | 4 А   | Група армій «Центр»  | Східна Пруссія  |
| 1945     |           |       |                      |                 |
| січень   | LV ак     | 4 А   | Група армій «Центр»  | Східна Пруссія  |
| лютий    | XXXXI тк  | 4 А   | Група армій «Північ» | Східна Пруссія  |
| березень |           | 2 А   | Група армій «Вісла»  | Західна Пруссія |
| квітень  | XXXXVI тк | 3 ТА  | Група армій «Північ» | Шведт           |

### Склад
| 1944                                      | квітень 1945 |
| ----------------------------------------- | ------------ |
| 1091-й гренадерський полк                 |              |
| 1092-й гренадерський полк                 | —            |
| 1093-й гренадерський полк                 |              |
| 1547-й артилерійський полк                |              |
| 547-й протитанковий загін                 | —            |
| 547-ма фузилерна рота                     |              |
| 547-ма рота зв'язку                       |              |
| 1547-ме дивізійне управління забезпечення |              |
| 1547-й запасний батальйон                 |              |